# فضل‌علی مجتهد
فضلعلی مجتهد از سیاستمداران ایرانی بود، که در  دوره سوم بعنوان نماینده قزوین در مجلس شورای ملی حضور داشت.